# Pila-Canale
Pour les articles homonymes, voir Canale.
Pila-Canale est une commune française située dans la circonscription départementale de la Corse-du-Sud et le territoire de la collectivité de  Corse.

## Géographie
Pila-Canale est situé à 400 m d'altitude au-dessus de la vallée du Taravo. Le village est bâti en pente et se situe à 30 km de route de Propriano et à 37 km d'Ajaccio.

## Urbanisme

### Typologie
Au 1er janvier 2024, Pila-Canale est catégorisée commune rurale à habitat dispersé, selon la nouvelle grille communale de densité à sept niveaux définie par l'Insee en 2022.
Elle est située hors unité urbaine. Par ailleurs la commune fait partie de l'aire d'attraction d'Ajaccio, dont elle est une commune de la couronne,. Cette aire, qui regroupe 79 communes, est catégorisée dans les aires de 50 000 à moins de 200 000 habitants,.

### Occupation des sols
L'occupation des sols de la commune, telle qu'elle ressort de la base de données européenne d’occupation biophysique des sols Corine Land Cover (CLC), est marquée par l'importance des forêts et milieux semi-naturels (74,7 % en 2018), néanmoins en diminution par rapport à 1990 (80,6 %). La répartition détaillée en 2018 est la suivante : 
forêts (61,2 %), zones agricoles hétérogènes (20,9 %), milieux à végétation arbustive et/ou herbacée (13,5 %), prairies (4 %), cultures permanentes (0,4 %). L'évolution de l’occupation des sols de la commune et de ses infrastructures peut être observée sur les différentes représentations cartographiques du territoire : la carte de Cassini (XVIIIe siècle), la carte d'état-major (1820-1866) et les cartes ou photos aériennes de l'IGN pour la période actuelle (1950 à aujourd'hui).

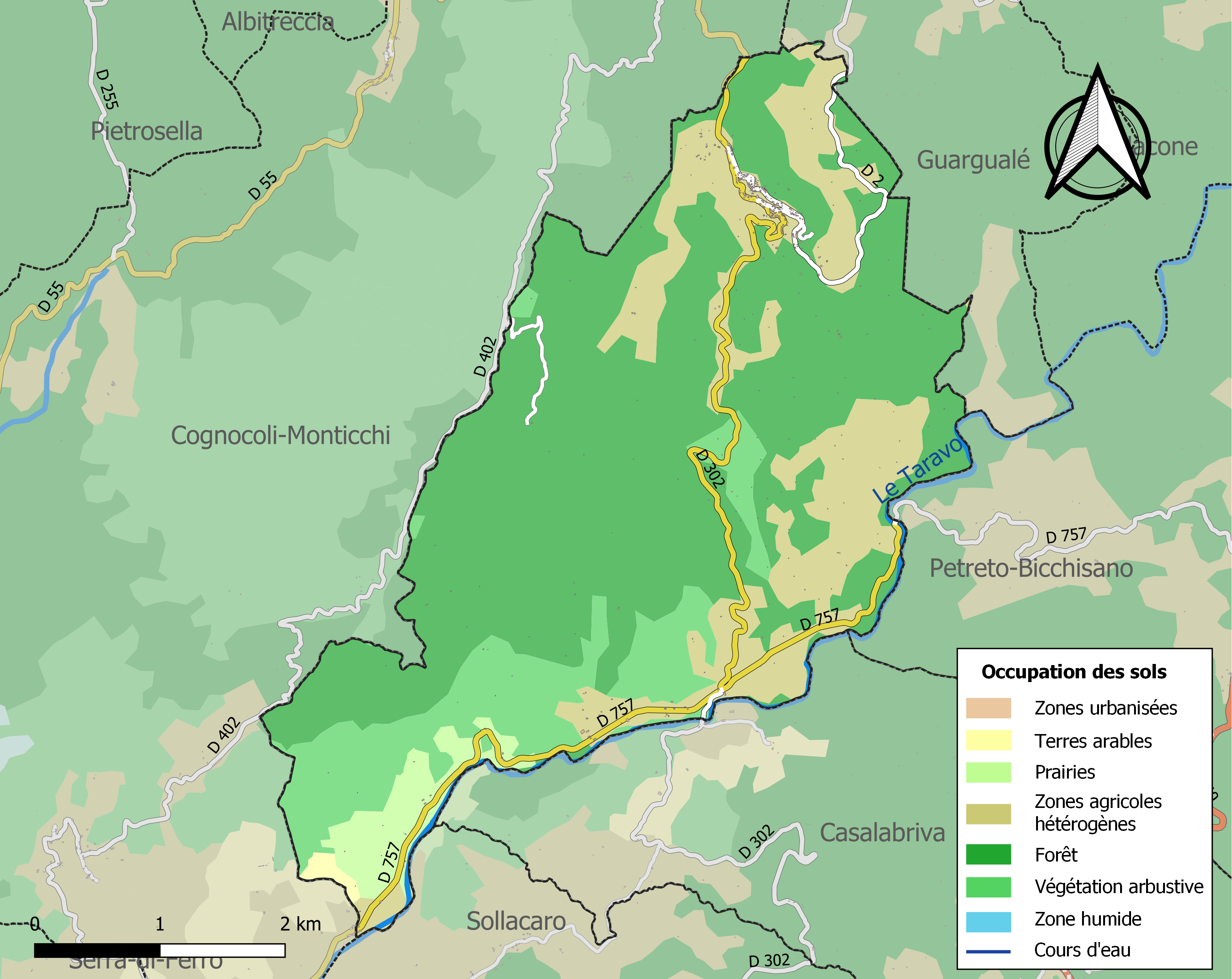
Carte des infrastructures et de l'occupation des sols de la commune en 2018 (CLC).

## Toponymie
En corse la commune se nomme Pila è Canali, prononcé [ˌpi.lɛ ka.ˈna.li].

## Politique et administration
| Période                                  | Période  | Identité           | Étiquette | Qualité                               |
| ---------------------------------------- | -------- | ------------------ | --------- | ------------------------------------- |
| 1983                                     | 2006     | Robert Feliciaggi  | DVD       | Conseiller à l'Assemblée Territoriale |
| 2006                                     | En cours | Antoine de Peretti | UMP-LR    | Entrepreneur en bâtiments             |
| Les données manquantes sont à compléter. |          |                    |           |                                       |

## Démographie
L'évolution du nombre d'habitants est connue à travers les recensements de la population effectués dans la commune depuis 1800. Pour les communes de moins de 10 000 habitants, une enquête de recensement portant sur toute la population est réalisée tous les cinq ans, les populations de référence des années intermédiaires étant quant à elles estimées par interpolation ou extrapolation. Pour la commune, le premier recensement exhaustif entrant dans le cadre du nouveau dispositif a été réalisé en 2008.

En 2022, la commune comptait 274 habitants, en évolution de −4,2 % par rapport à 2016 (Corse-du-Sud : +7,61 %, France hors Mayotte : +2,11 %).
| 1800 | 1806 | 1821 | 1831 | 1836 | 1841 | 1846 | 1851 | 1856 |
| ---- | ---- | ---- | ---- | ---- | ---- | ---- | ---- | ---- |
| 595  | 565  | 584  | 589  | 595  | 612  | 600  | 690  | 616  |

| 1861 | 1866 | 1872 | 1876  | 1881 | 1886  | 1891  | 1896  | 1901  |
| ---- | ---- | ---- | ----- | ---- | ----- | ----- | ----- | ----- |
| 730  | 828  | 980  | 1 043 | 992  | 1 085 | 1 143 | 1 160 | 1 308 |

| 1906 | 1911 | 1921 | 1926 | 1931 | 1936 | 1946 | 1954 | 1962 |
| ---- | ---- | ---- | ---- | ---- | ---- | ---- | ---- | ---- |
| 978  | 908  | 914  | 841  | 889  | 804  | 805  | 851  | 515  |

| 1968 | 1975 | 1982 | 1990 | 1999 | 2006 | 2008 | 2013 | 2018 |
| ---- | ---- | ---- | ---- | ---- | ---- | ---- | ---- | ---- |
| 488  | 408  | 305  | 265  | 278  | 282  | 283  | 288  | 281  |

| 2022 | - | - | - | - | - | - | - | - |
| ---- | - | - | - | - | - | - | - | - |
| 274  | - | - | - | - | - | - | - | - |

## Lieux et monuments
- L'église Saint-Pancrace, dotée d'un beau mobilier intérieur, parmi lequel on peut noter le meuble de sacristie du XVIIe siècle en marqueterie, le tabernacle architecturé du XVIIe également, le tableau représentant la Vierge à l'Enfant entourée de saint Pancrace, saint Nazaire, saint Celse et saint Albert, le calice du milieu du XIXe, les statues de saint Pancrace et de la Vierge à l'Enfant, sans doute du milieu du XIXe également, ainsi que le chemin de croix de la fin du XIXe[10]. Elle est inscrite à l'Inventaire général du patrimoine culturel[11].
- Le village compte quelques fontaines (dont certaines d'eau potable) auprès de son église et de son monument aux morts.

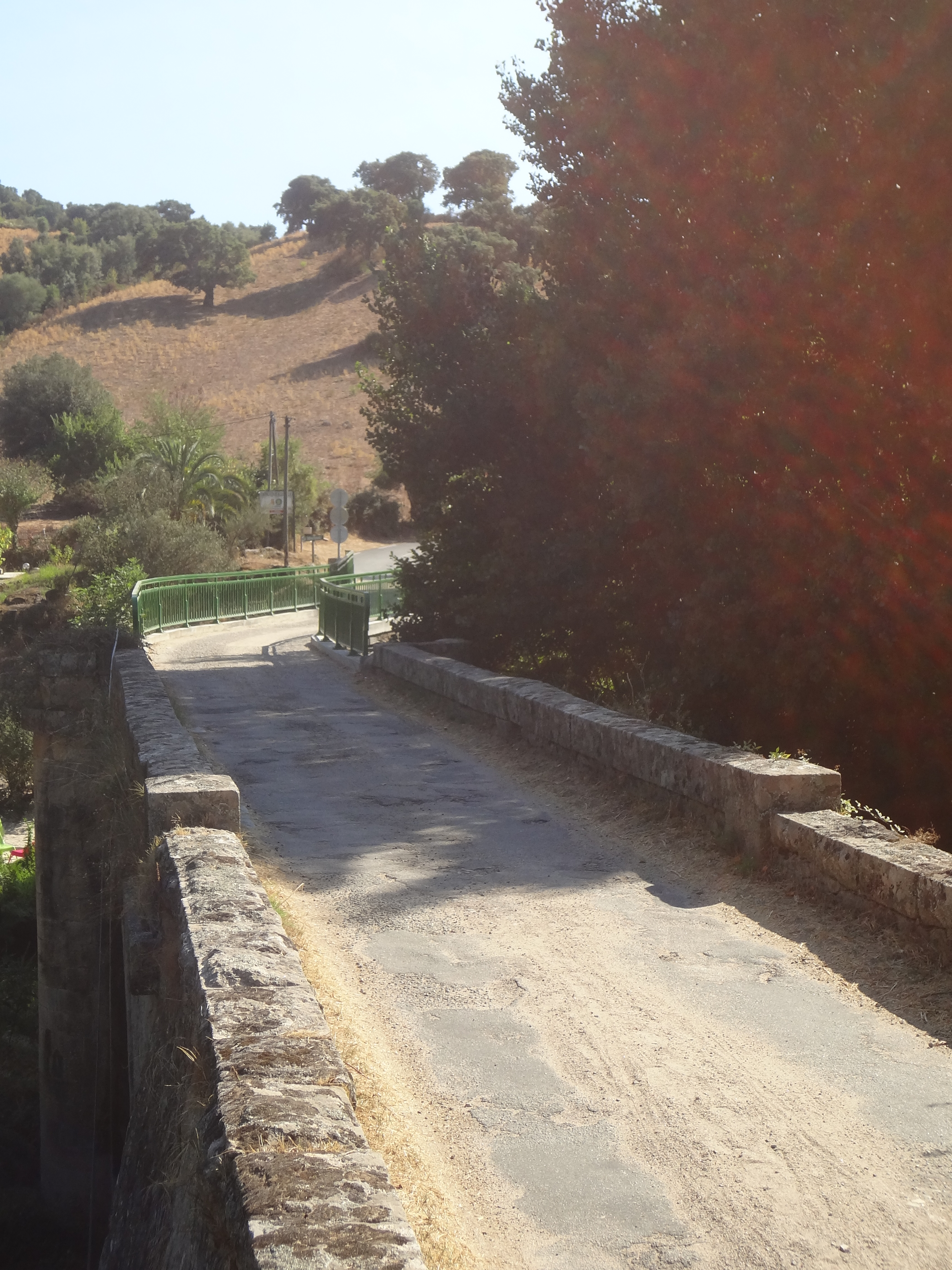

- Le pont de Calzola (Pont tordu) sur le Taravo marquant la limite avec la commune de Casalabriva. La particularité de ce pont est qu’il présente deux virages semblant dus a un défaut d'alignement entre les arches d'extrémité.[réf. nécessaire]
- À l'entrée du village, on peut voir la statue-menhir d'U Cantonu et un menhir qui datent de la période préhistorique.Cimetière de Pila-Canale.

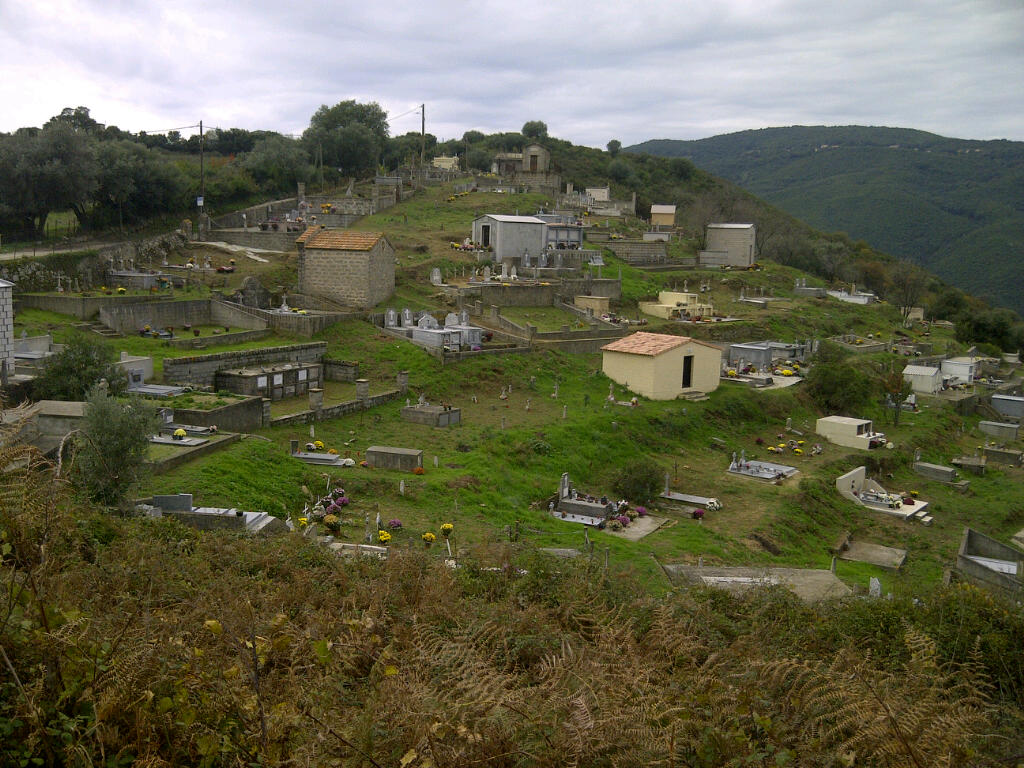
Cimetière de Pila-Canale.

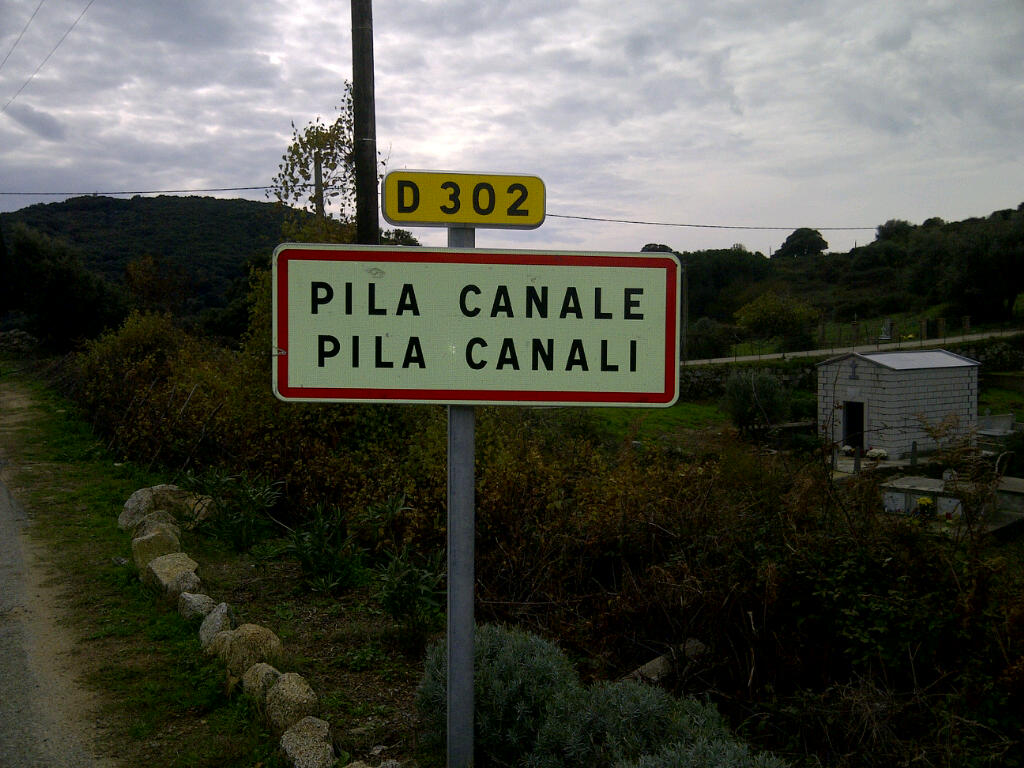
Entrée du village.

## Personnalités liées à la commune
- Robert Feliciaggi fut longtemps maire de Pila-Canale. Il fut assassiné sur le parking de l'aéroport d'Ajaccio en mars 2006. Conseiller général divers-droite de Corse-du-Sud, il dirigea plusieurs établissements de jeux en Afrique avec son associé Michel Tomi. Proches de Charles Pasqua et du RPF, ils furent tous les deux mis en examen dans l'affaire du financement illégal du RPF.
- Jean-Jé Colonna fut l'un des résidents célèbres de ce village, dont l'oncle, Jean Colonna, fut le maire. Ancien de la French Connection et paisible retraité, il pourchassa les assassins de son père, tué dans la guerre du Combinatie.
- Jacques Bozzi, homme politique, né à Pila-Canale en 1883, fut notamment maire de Charleville, sénateur des Ardennes et président du conseil général de ce département.
- Louis Costa, homme politique corse sous la Troisième République, fut un temps notaire à Pila-Canale.
- Eric MAUREL (1960-), magistrat et écrivain, y a vécu (1968 à 1972). Il est l'auteur notamment des ouvrages "Paroles de procureur" (ed. Gallimard - 2008) -  (ISBN 9782070119776) - http://www.gallimard.fr/Catalogue/GALLIMARD/Temoins/Paroles-de-procureur et "Environnement et médiation pénale" (ed. L'Harmattan - 2010) -  (ISBN 978-2-296-11223-0) - http://www.editions-harmattan.fr/index.asp?navig=catalogue&obj=livre&no=31024

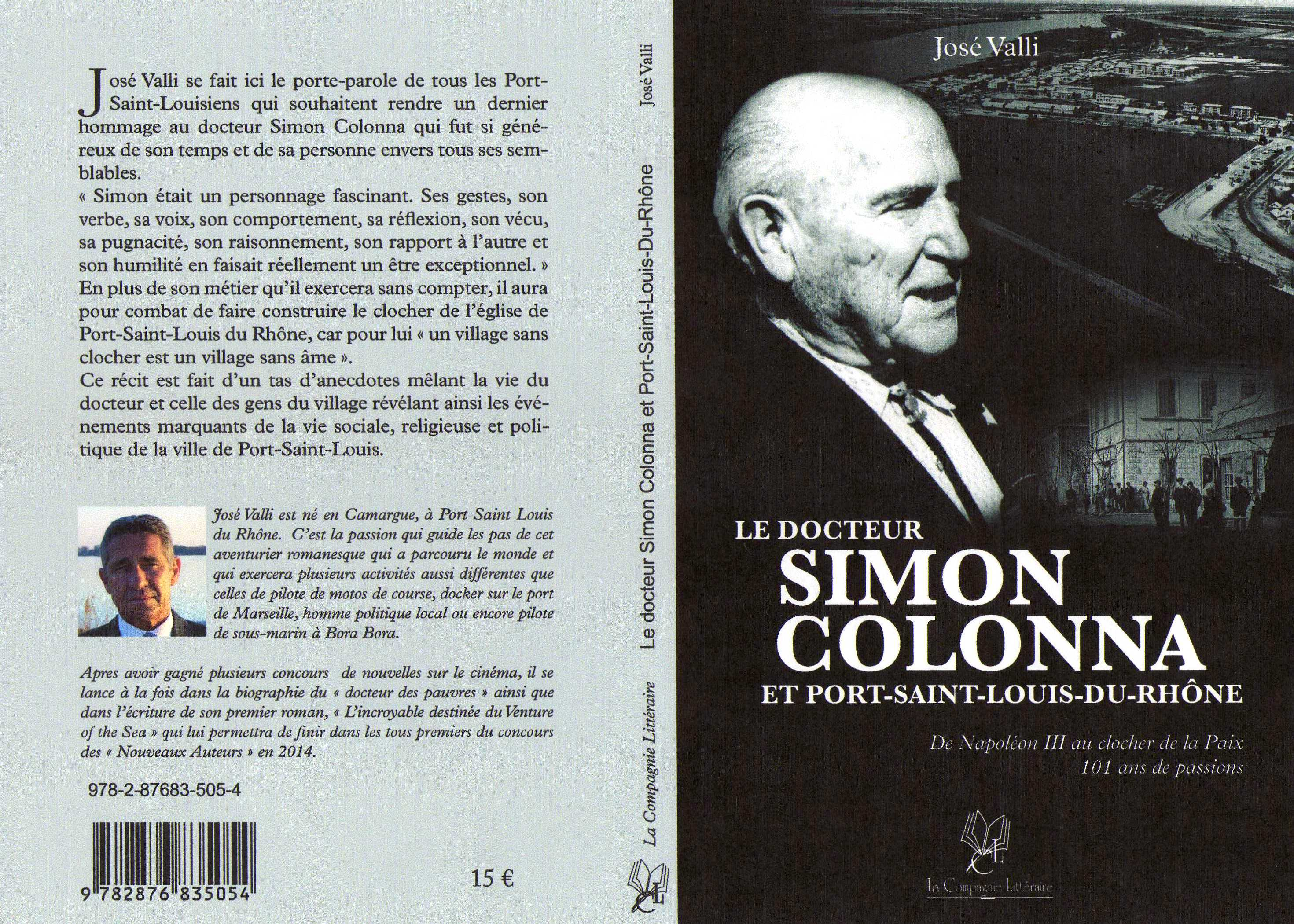

- Simon Colonna (1909/2010) Le docteur des pauvres, né à Pila-Canale en 1909. Un livre écrit par José Valli en 2015 lui ait consacré.

### Bibliographie

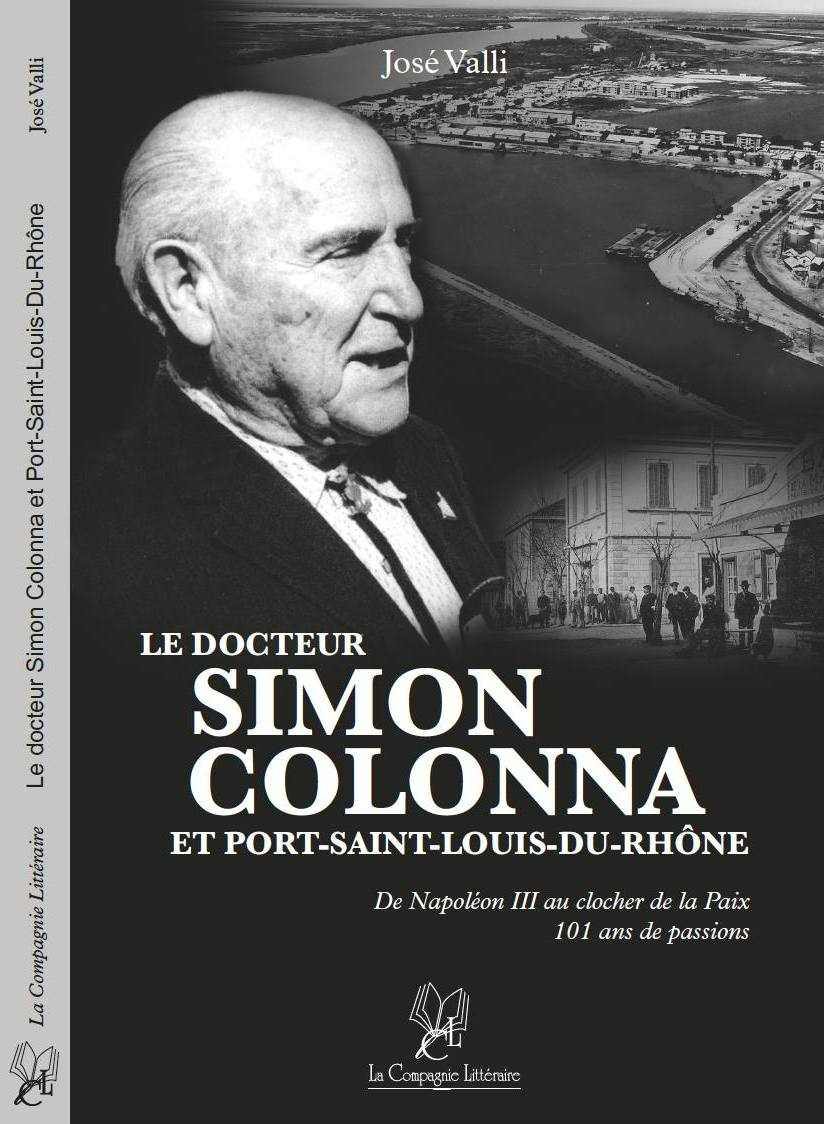